# Dusona templator
Dusona templator là một loài tò vò trong họ Ichneumonidae.